# Juozas Kajeckas
Juozas Kajeckas (* 17. Juni 1897 in Shenandoah (Pennsylvania); † 2. März 1978 in Washington, D.C.) war ein litauischer Jurist und Diplomat.

## Leben
1909 kam Kajeckas nach Litauen. Er absolvierte die Schule Kiduliai bei Šakiai und 1927 das Studium der Finanzen und Verwaltung an der Universität Montpellier in Frankreich. 1928 absolvierte er das Studium der Rechtswissenschaft und wurde Lizenziat der Rechtswissenschaft. 1929 absolvierte er das Studium an der Institut d’études politiques de Paris. Ab 1929 arbeitete er am Außenministerium Litauens als Referent und ab 1938 als Berater. Von 1930 bis 1935 arbeitete er in der litauischen Gesandtschaft im Vereinigten Königreich als Sekretär, Generalkonsul und danach als Gesandter. Danach lebte er in den USA.
Kajeckas publizierte Artikel bei „Social Science“, „Baltic Review“ und „Annexation of the Baltic States“.